# Oncoba
Genre
Oncoba est un genre de plantes à fleurs de la famille des Salicaceae.

## Liste d'espèces
Selon Catalogue of Life (15 juin 2019) :
- Oncoba brachyanthera Oliv.
- Oncoba breteleri S. Hul
- Oncoba routledgei Sprague
- Oncoba spinosa Forsk.

Selon GRIN (15 juin 2019) :
- Oncoba dentata Oliv.
- Oncoba routledgei Sprague
- Oncoba spinosa Forssk.

Selon ITIS (15 juin 2019) :
- Oncoba routledgei Sprague
- Oncoba spinosa Forssk.

Selon NCBI (15 juin 2019) :
- Oncoba glauca
- Oncoba spinosa

Selon The Plant List (15 juin 2019) :
- Oncoba brachyanthera Oliv.
- Oncoba breteleri S. Hul
- Oncoba brevipes Stapf
- Oncoba bukobensis (Gilg) S. Hul & Breteler
- Oncoba crepiniana De Wild. & T. Durand
- Oncoba cuneatoacuminata (De Wild.) S. Hul & Breteler
- Oncoba dentata Oliv.
- Oncoba echinata Oliv.
- Oncoba flagelliflora (Mildbr.) S. Hul
- Oncoba fragrans Gilg
- Oncoba gilgiana Sprague
- Oncoba glauca (P. Beauv.) Planch.
- Oncoba laurina (C. Presl) Warb. ex Engl. & Prantl
- Oncoba lophocarpa Oliv.
- Oncoba mannii Oliv.
- Oncoba ngounyensis (Pellegr.) S. Hul
- Oncoba ovalis Oliv.
- Oncoba paludosa (Benth.) S. Hul & Breteler
- Oncoba paraensis (Kuhlm.) S. Hul & Breteler
- Oncoba pauciflora (Benth.) Eichler
- Oncoba poggei Gürke
- Oncoba routledgei Sprague
- Oncoba schweinfurthii (Gilg) S. Hul & Breteler
- Oncoba somalensis (Chiov.) S. Hul & Breteler
- Oncoba spinosa Forssk.
- Oncoba stipulata Oliv.
- Oncoba suffruticosa (Milne-Redh.) Hul & Breteler
- Oncoba tettensis (Klotzsch) Harv.
- Oncoba welwitschii Oliv.

Selon Tropicos (15 juin 2019) (Attention liste brute contenant possiblement des synonymes) :
- Oncoba brachyanthera Oliv.
- Oncoba breteleri S. Hul
- Oncoba brevipes Stapf
- Oncoba bukobensis (Gilg) Hul & Breteler
- Oncoba capreifolia Baker
- Oncoba crepiniana De Wild. & T. Durand
- Oncoba cuneatoacuminata (De Wild.) Hul & Breteler
- Oncoba dentata Oliv.
- Oncoba echinata Oliv.
- Oncoba eximia Gilg
- Oncoba fissistyla Warb.
- Oncoba flagelliflora (Mildbr.) S. Hul
- Oncoba fragrans Gilg
- Oncoba gilgiana Sprague
- Oncoba glauca (P. Beauv.) Planch.
- Oncoba kirkii Oliv.
- Oncoba kivuensis (Bamps) Hul & Breteler
- Oncoba kraussiana Planch.
- Oncoba lasiocalyx Oliv.
- Oncoba latifolia (Benth.) Eichler
- Oncoba laurina (C. Presl) Eichler
- Oncoba longipes Gilg
- Oncoba lophocarpa Oliv.
- Oncoba mannii Oliv.
- Oncoba maynensis (Poepp.) Eichler
- Oncoba ngounyensis (Pellegr.) S. Hul
- Oncoba ovalis Oliv.
- Oncoba ovata (Benth.) Eichler
- Oncoba paludosa (Benth.) Hul & Breteler
- Oncoba paraensis (Kuhlm.) Hul & Breteler
- Oncoba pauciflora (Benth.) Eichler
- Oncoba platero K. Schum.
- Oncoba poggei Gürke
- Oncoba routledgei Sprague
- Oncoba schweinfurthii (Gilg) Hul & Breteler
- Oncoba somalensis (Chiov.) Hul & Breteler
- Oncoba spinidens Hiern
- Oncoba spinosa Forssk.
- Oncoba stipulata Oliv.
- Oncoba subtomentosa (Gilg) Hul & Breteler
- Oncoba suffruticosa (Milne-Redh.) Hul & Breteler
- Oncoba tettensis (Klotzsch) Harv.
- Oncoba welwitschii Oliv.